# Ki nyer ma? (rádióműsor)

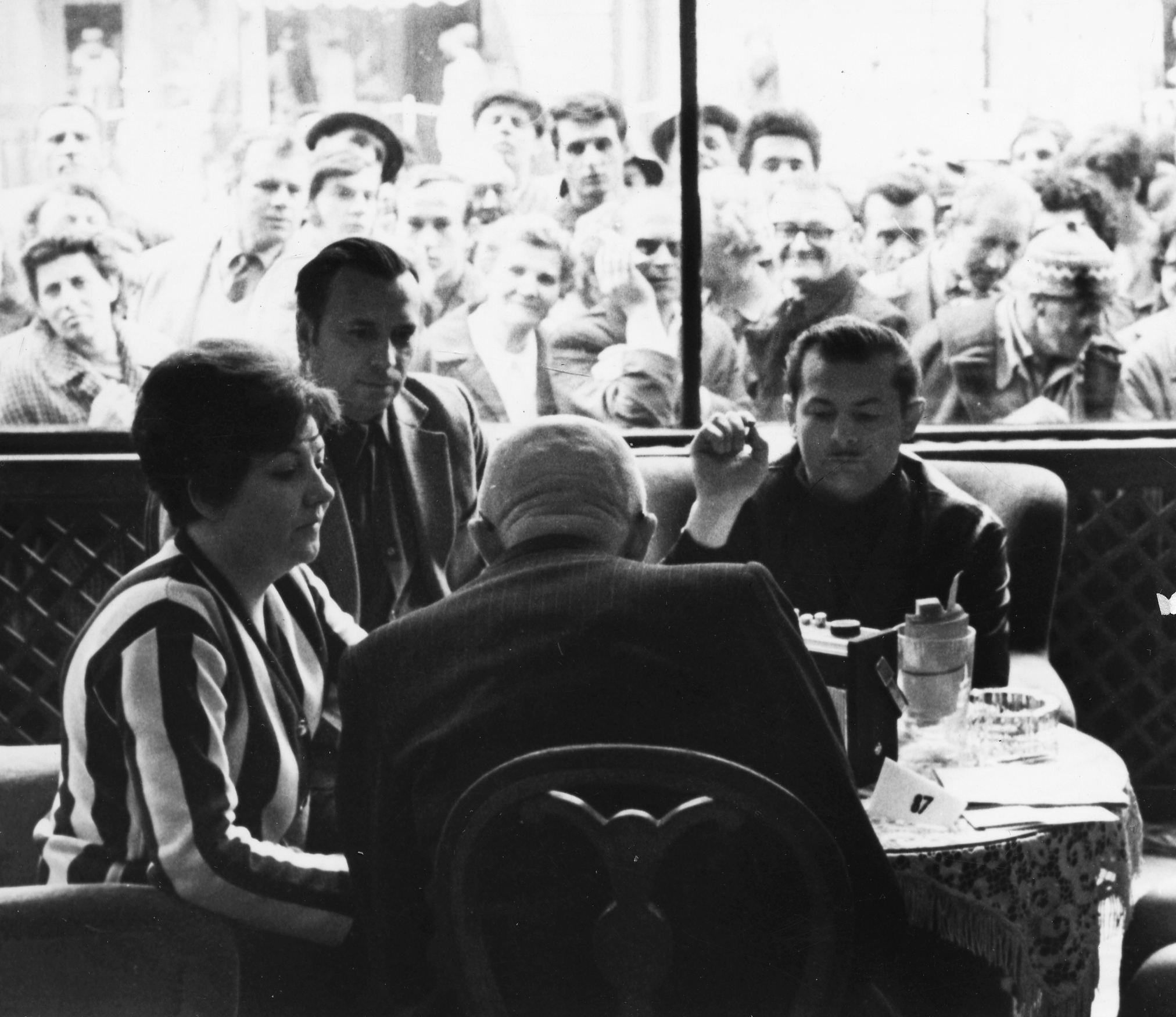
A Ki nyer ma? adása, Astoria Szálló (Budapest). Balra a játékvezető Boros Anikó

A Ki nyer ma? (alcíme: Játék és muzsika tíz percben) a Kossuth Rádió komolyzenei vetélkedője, amelynek első kiadása 1969 és 2007 között, hétköznapokon a déli híradás után jelentkezett.
A második kiadással 2023-ban a Bartók Rádió reggeli adásában a műsorsorozat újraindult.

## Története
A műsor Czigány György ötlete alapján jött létre. Az első adás 1969. március 3-án hangzott el. A helyszínt először a Hungária Kávéház, majd a budapesti Astoria Szálló hallja biztosította. 1996-ig péntekenként vidéken zajlott a játék. Néha határon túlra szakadt magyar városokból (Arad, Nagyvárad, Pozsony) is voltak közvetítések. A műsorban tíz perc alatt öt zenei bejátszás hangzott el, ami után az adás előtt kisorsolt versenyzőnek válaszolnia kellett az ezekhez kapcsolódó kérdésre (zeneszerző, cím, esetleg előadó). Sikeres válaszok esetén jutalom járt. A műsor szignálját Tamássy Zdenko szerezte.
A játékvezetők Antal Imre, Boros Anikó, Boros Attila, Czigány György, Kiss Gyöngyi, Magyar Kornél, Meixner Mihály, Nemes András, Némethy Attila, Szigeti István, Varga F. István és Zsoldos Péter voltak. Vendégként, alkalmi kérdésfeltevőként a hazai komolyzenei (pl. Bárdos Lajos, Ferencsik János, Petrovics Emil, Szokolay Sándor), színházi (Galambos Erzsi, Mensáros László, Pécsi Sándor, Sinkovits Imre, Tolnay Klári, Tordai Teri, Törőcsik Mari), irodalmi (Fodor András, Mándy Iván, Simon István, Zelk Zoltán) és könnyűzenei élet (Harangozó Teri, Koncz Zsuzsa, Kovács Kati, Zalatnay Sarolta) szereplői is közreműködtek.
1972-ben a Zeneműkiadó gondozásában jelent meg Czigány György: Ki nyer holnap? című könyve, amit az 1000. adás alkalmából adtak ki, 500 kérdéssel és válasszal.
A vetélkedő első kiadása utoljára 2007. szeptember 28-án a 9725. alkalommal került adásba.
2023. május 30-tól a Bartók Rádió Muzsikáló reggel című műsorában, a 8 órai Hírek után újra hallható a Ki nyer ma? második kiadása. A játékvezetők ifj. Bazsinka József, Bolla Milán vagy Speidel Dénes.